# قرار مجلس الأمن التابع للأمم المتحدة رقم 219
قرار مجلس الأمن التابع للأمم المتحدة رقم 219،، الذي اتخذ بالإجماع في 17 ديسمبر 1965، بعد التأكيد على القرارات السابقة بشأن هذا الموضوع، مدد مجلس ولاية قوة الأمم المتحدة في قبرص لمدة 3 أشهر إضافية، تنتهي في 26 مارس 1966.
وكان القرار الأخير الذي تبنته 11 دولة عضواً. وفي العام التالي، زادت عضوية مجلس الأمن إلى 15 عضواً.